# Масова співпраця
Масова співпраця — це форма колективної діяльності, що виникає, коли велика кількість людей самостійно працює над одним проектом, який часто за своїм характером є модульним. Такі проекти, як правило, реалізуються в Інтернеті за допомогою соціального програмного забезпечення (Web 2.0) та комп’ютерних інструментів спільної роботи, таких як вікі-технології, що забезпечують потенційно нескінченну гіпертекстову підкладку, в якій може бути розташована колаборація.

## Фактори

### Модулярність
Модулярність дозволяє проводити велику кількість експериментів паралельно, з різними командами, які працюють над одним модулем. До того ж, кожний учасник може пропонувати різні рішення. Модулярність дозволяє легко «збирати» різні «блоки», що полегшує сприяння децентралізації інновацій, що об’єднані разом.

## Різновиди

### Кооперація
Масова колаборація відрізняється від масової кооперації процесами, які існують у групах. Під час масової колаборації всі творчі дії, що відбуваються, вимагають спільного розвитку та розуміння. І навпаки, члени групи, які беруть участь у масовій кооперації, можуть не вступати у спільні перемовини.
Ще однією важливою відмінністю є межі, на яких можна визначити масову кооперацію. Завдяки загальним характеристикам і відсутності необхідності у переговорах про тонкощі справи та досягнення консенсусу, під час співпраці, весь Інтернет, міста та навіть світову економіку можна вважати прикладом масової кооперації. Таким чином, масова колаборація є більш витонченою та комплексною у процесах та виробництві на рівні колективної участі.

### Онлайн форум
Хоча онлайн-дискусія, безумовно, є колаборацією, масова співпраця відрізняється від великого форуму, електронної пошти, дошки оголошень, чатування чи групової дискусії в якій структура переговорів в окремих постах генерується шляхом обміну інформацією та означає, що текстовий контент не приймає форму єдиного когерентного тіла. 
Звичайно, концептуальний предмет загальної дискусії існує як єдине об'єднане тіло, однак автори текстів можуть бути пов'язані як один автор..

### Співавторство
З точки зору окремих місць роботи в межах масового співробітництва, ця діяльність може виглядати як ідентична до співавторства. По суті, так воно і є, за винятком випадків, коли деякі сайти в рамках масової співпраці роблять колаборації з різними групами людей через гіперпосилання та співавторство. Ця взаємозалежність у співпраці сайтів, авторів та великої кількості людей є тим, що пояснює найбільшу відмінну рису колаборації — цілеспрямоване співробітництво, що виникає з взаємопов'язаної колекції його частин.

### Колективні онлайн-інструменти
Багато вебдодатків, пов'язаних з дошками оголошень або форумами, можуть включати різноманітні інструменти, що дозволяють індивідуально відстежувати сайти та контент, який вони знаходять в Інтернеті. Користувачі мають змогу створювати закладки зі свого веббраузера, редагуючи назву, додаючи опис та, найголовніше, класифікуючи теги. Інші не колективні інструменти також використовуються в масових середовищах, таких як коментування, оцінка та швидка оцінка.

## Роль дискусії
У традиційних сценаріях спільної роботи дискусія відіграє ключову роль під час перемовин, щодо спільно розроблених проектів, домовленостей та виступає пунктом посередництва між окремими співробітниками та результатами, які можуть або не можуть виникнути в ході роботи. Масове співробітництво змінює ці зв'язки з виконуваною роботою, надаючи точку посередництва між співавторами, причому обговорення є необов'язковим компонентом. Звичайно, можуть виникати суперечки, щодо оптимальності такої дискусії, оскільки більшість (якщо не всі) масових спільнот ведуть полеміки, пов'язані з розробленим вмістом. Однак це можливо зробити (наприклад, для Вікіпедії), не обговорюючи вміст, який ви додаєте. (Малі колаборації можуть відбуватися без обговорень, особливо в невербальному режимі роботи. Уявіть двох художників, які працюють над однією картиною, але ситуація стає все більш проблемною, оскільки у справу включаються більше учасників).

## Не текстові
Хоча текстове середовище – найкращий приклад масового співробітництва, немає жодної причини, чому ця форма колективних дій не може працювати в інших видах медіа. Можна стверджувати, що в деяких проектах (особливо розташованих в мережі Інтернет), прикладом колаборації є програмне кодування створене спільно декількома людьми. Однак спільний код все ще існує як мова, що використовує текстовий носій. Музика також є можливим місцем для масового співробітництва, наприклад, у записах, де голоси учасників аудиторії стали частиною стандартної версії пісні. Більшість «анонімних» народних пісень та «традиційних» мелодій також є довгостроковим масовим співробітництвом.
У сучасному інтернет-просторі прикладом масової колаборації може бути подкаст. Подкастінг починає широко використовуватися в галузі освіти, викладачі навчальних закладів можуть викладати свої лекції у вигляді доступних до завантаження звукових файлів. Також відоми приклади використання подкасту в музеях, для поширення через корпоративну RSS підписку повідомлень, які потребують особливої уваги (безпека праці, тощо).
Подкастінг, як популярну технологію презентації і поширення звукових файлів реалізують з допомогою інших сумісних технологій. Наприклад запис голосу, розподілених у просторі діалогів і конференцій може здійснюватися як скайпкастінг.